# Diego Martiñones
Diego Andrés Martiñones Rus (Montevideo, 25 gennaio 1985) è un ex calciatore uruguaiano, di ruolo attaccante.

## Caratteristiche tecniche
Attaccante, può giocare anche da trequartista.

## Carriera

### Club
Ha iniziato la carriera nel Danubio, giocando anche in Cile, Bolivia, Messico e Argentina. Nel 2014, ritornato al Danubio, vince il campionato nazionale.

## Palmarès

### Club

#### Competizioni nazionali
- Campionato uruguaiano: 1

Danubio: 2013-2014